# Diablepia viridis
Diablepia viridis är en insektsart som beskrevs av Kirby, W.F. 1902. Diablepia viridis ingår i släktet Diablepia och familjen gräshoppor. Inga underarter finns listade i Catalogue of Life.